# Дізадж-е-Так'є
Дізадж-е-Так'є (перс. دیزج تکیه) — село в Ірані, входить до складу дехестану Північний Барандузчай у Центральному бахші шахрестану Урмія провінції Західний Азербайджан.